# Fernando Zulaica Palacios
Fernando Zulaica Palacios (n. 5 septembrie 1952) este un profesor spaniol de istorie și teorie economică din cadrul Universității din Zaragoza, specialist în domeniul istoriei economice a Regatului Aragón. El a îndeplinit funcția de director al Escuela Universitarios de Estudios Empresariales de Zaragoza (EUEEZ) între anii 2006-2008, actualmente fiind vicerector al universității.

## Profesor de istorie economică
A absolvit cursurile Facultății de Filozofie și Litere din cadrul Universității din Zaragoza (1975), cu titlul de licențiat în istorie. Ulterior, a urmat și Escuela Universitaria de Estudios Empresariales din Pamplona, devenind diplomat în administrarea afacerilor (1988). Urmează apoi studii de doctorat, în urma cărora a obținut titlul de Doctor în istorie în anul 1993 cu teza publicată sub titlul "Fluctuații economice într-o perioadă de criză. Prețuri și salarii în Aragón la începutul Evului Mediu (1300-1430)".
După absolvirea Facultății, Fernando Zulaica a predat disciplinele de Teorie economică și Istorie economică în cadrul Universității din Zaragoza, pe următoarele posturi didactice: profesor titular interimar (1983-1995), profesor titular de școală universitară (1995-2007) și profesor titular de universitate (din 2007). În paralel cu activitatea didactică, a exercitat diferite funcții de conducere în cadrul Universității Zaragoza și anume: membru al Comisiei de Garanții (1986-1992), director al Secretariatului de Relații cu Studenții (21 februarie 1990 - 14 septembrie 1994), președinte al Comisiei de Evaluare și Control al Licențelor universitare (1994-1996) și membru al Consiliului de conducere al Universității din Zaragoza și al Comisiei Permanente - ca reprezentant al profesorilor (2001-2004).
În martie 1995, a obținut prin concurs postul de profesor titular la Escuela Universitarios de Estudios Empresariales de Zaragoza (Școala Universitară de Afaceri din cadrul Universității din Zaragoza). A predat cursurile de "Istoria economiei" și de "Instituții financiare", fiind membru al Catedrei de Istorie economică și Economie publică. Cursurile predate de el tratează probleme de istorie economică, precum și de structura economico-financiară a unei țări capitaliste, studiind mecanismele de acțiune ale economiei de piață. În anul 2003 a fost ales profesor-secretar al Școlii Universitare de Afaceri din Zaragoza și coordonator al Platformei de stat a profesorilor titulari de Școli universitare, ca reprezentant al municipiului Zaragoza.
La data de 4 aprilie 2006, prof. dr. Fernando Zulaica Palacios a fost ales în funcția de director al Escuela Universitaria de Estudios Empresariales de Zaragoza, cu 34 de voturi pentru din 40 posibile (4 membri ai Consiliului profesoral au lipsit, iar doi s-au abținut). Noul director a succedat prof. María Pilar Urquizu Samper. A fost învestit în funcție la 23 iunie 2006 de către rectorul Universității din Zaragoza, prof. univ. dr. Felipe Petriz Calvo. A îndeplinit această funcție până în 2008, când a fost numit ca vicerector al Universității din Zaragoza pentru problemele studenților.

## Cercetări în domeniul economiei
Prof. Zulaica a participat la un număr mare de cursuri și seminarii atât naționale, cât și internaționale. El a publicat teza sa de doctorat cu titlul "Fluctuații economice într-o perioadă de criză. Prețuri și salarii în Aragón la începutul Evului Mediu (1300-1430)", precum și alte articole între care menționăm "Economia aragoneză a primei treimi a secolului al XV-lea și reflectarea sa de către Cortes-ul din Teruel în perioada 1427-1428", "Evoluția prețurilor și salariilor în Aragon între anii 1300-1430" etc.
Majoritatea cercetărilor efectuate de Fernando Zulaica tratează relația dintre prețuri și salarii, ca determinanți ai puterii de cumpărare. Cercetările pleacă de la studiul economiei aragoneze în Evul Mediu cu scopul de a realiza o paralelă cu celelalte țări ale Europei din acea vreme. De asemenea, sunt reliefate modalitățile de utilizare a pârghiilor de politică monetară pentru a reduce inflația și a mări puterea de cumpărare a populației. Un alt domeniu de interes este ciclicitatea fluctuațiilor economice și modul lor de influențare a puterii de cumpărare și a nivelului de viață.
Actualmente, prof. Zulaica lucrează în domeniul analizei mecanismelor de piață și a construcției unei serii de prețuri și salarii mai completă, dezvoltând listele din secolul al XV-lea pentru a putea compara prețurile și veniturile din Spania cu cele din alte țări ale Europei. De asemenea, a început o nouă linie de studii centrată pe economia și politica monetară din Regatul de Aragón în perioada Evului Mediu.

## Lucrări publicate
Fernando Zulaica a publicat o serie de studii și articole în domeniul istoriei și teoriei economice, referitoare în principal la Regatul Aragón în perioada Evului Mediu. Printre acestea menționăm următoarele:
- "La economía aragonesa del primer tercio del siglo XV y su reflejo en las Cortes de Teruel de 1427-28" (Revista Zurita, nr. 61-62/1992)
- "Fluctuaciones económicas en un período de crisis : precios y salarios en Aragón en la baja edad media (1300-1430)" (Institucion 'Fernando el Católico', 1993);
- "El arrendamiento de ingresos impositivos como indicador de la actividad comercial" (Actas XV Congreso de Historia de la Corona de Aragón, 1994);
- "Evolución de la economía aragonesa en el siglo XIV: análisis de la estructura de precios" (Rev. Jerónimo Zurita, 1994);
- "Evolución de los precios y salarios aragoneses entre 1300 y 1430" (Aragón en la Edad Media. Estudios de Economía y Sociedad, Tomul XII, Univ. Zaragoza, 1995)
- "Mercados y vías fluviales: el Ebro como eje organizador del territorio e integrador de la economía aragonesa en los circuitos europeos" (Aragón en la Edad Media, XIII: 65-104, 1997).
- "Indicadores cuantitativos en una economía preestadística: el Aragón bajomedieval" (Stvdivm, pag. 491-516, 1997);
- "Curso del florín y relación bimetálica: una aproximación a la política monetaria bajomedieval en Aragón" (Aragón en la Edad Media, XIV-XV: 1627-1654, 1999);
- "Propuesta para reorganizar el sistema monetario en Cataluña: el "Tractac e compendi" de Arnau de Capdevilla de 1437" (în Actas del VII Congreso de la Asociación de Historia Económica. Zaragoza, 2001);
- "Economía monetaria y política monetaria en el Reino de Aragón en la Edad Media" (Actas XVII Congreso de Historia de la Corona de Aragón, 2002);
- "Mutaciones monetarias y propuesta de reorganización del mercado monetario en el segundo tercio del siglo XV" (Aragón en la Edad Media. Estudios de Economía y Sociedad, 2006)
- "Una economía en transición. De la crisis a la recuperación"' (Ferdinandux Rex Hispaniarum. Príncipe del Renacimieto, Diputación provincial de Zaragoza. Cortes de Aragón, Zaragoza, 2006)
- "El consumo en la Edad Media en Aragón" (Cuadernos de Consumo nº 39. Las Edades del Consumidor, Zaragoza, 2008)